# Kim Yong-jae
Kim Yong-jae (김영재?, Kim Yong-jaeLR; Kangwon, 7 settembre 1952) è un politico e diplomatico nordcoreano.
Dopo essersi laureato in lingue e studi stranieri all'Università Kim Il-sung, fu nominato ambasciatore in Moldavia nel maggio 2007 dallo stesso Kim Jong-il. A questa, seguirono molte altre nomine sempre come ambasciatore, nel dicembre 2007 fu difatti nominato ambasciatore in Bielorussia, mentre nell'agosto 2008 fu incaricato di rappresentare il regno eremita in Armenia. 
L'11 aprile 2019, fu nominato ministro del commercio estero, sostituendo Ri Ryong-Nam. Sempre nel 2019, fu incaricato di andare a Mosca in qualità di ambasciatore nordcoreano in Russia, mentre il 18 gennaio 2021 fu sollevato dall'incarico di ministro del commercio estero.